# 本隆寺

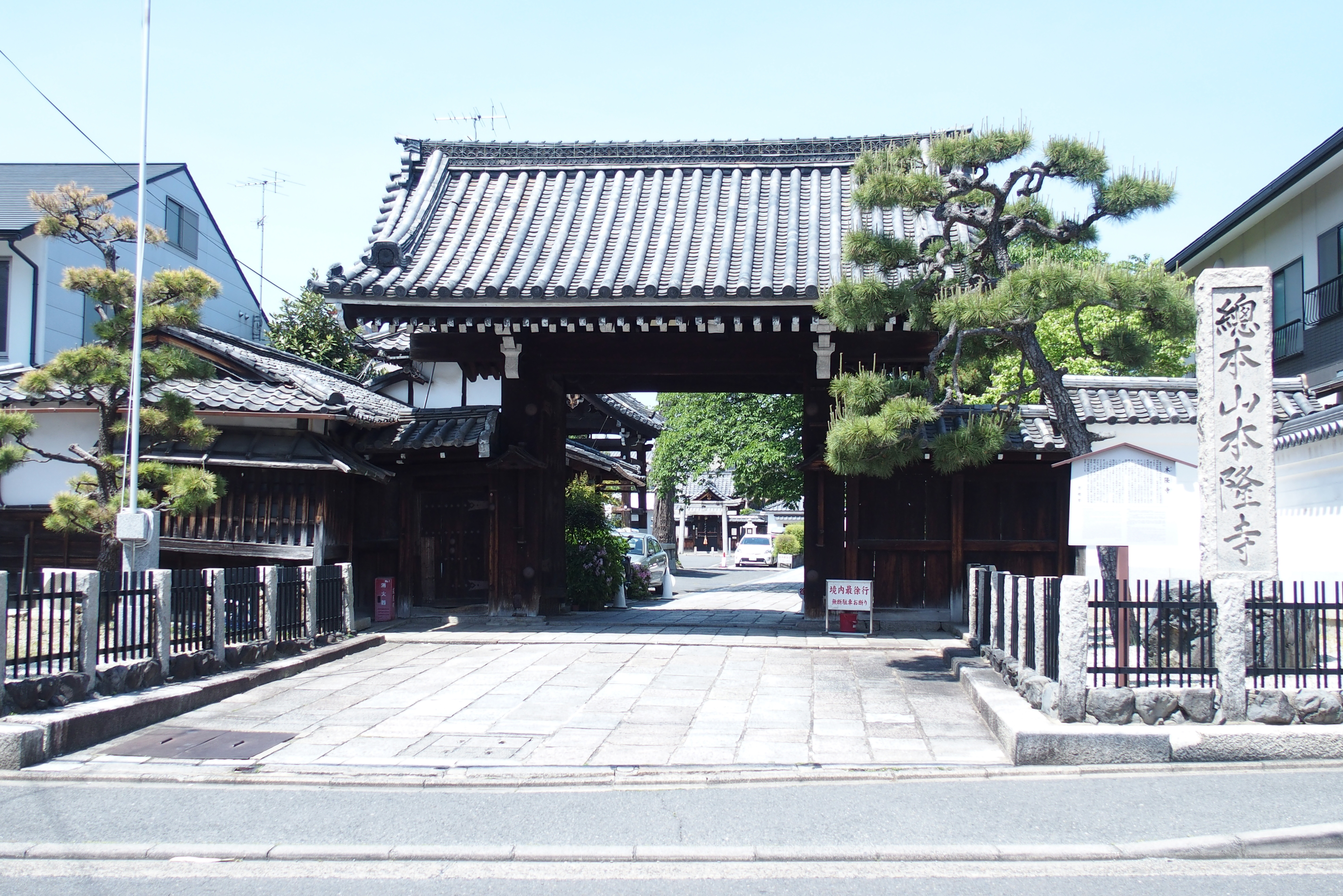
山門

本隆寺（ほんりゅうじ）は、京都市上京区にある法華宗真門流の総本山の寺院。山号は慧光山。本尊は三宝尊。「焼けずの寺」という別称を持つ。

## 歴史
寺伝によれば、妙本寺の日具に師事していた日真が、法華経の解釈について論争があって妙本寺を出て行き、長享2年（1488年）に四条大宮に当寺を建立したとする。なお、同年に六角西洞院に草庵として建立され、翌延徳元年（1489年）に四条坊城に移ったとする異説もある。
当寺は後柏原天皇などの支援を得て法運は隆盛したが、天文5年（1536年）に天文法華の乱が起きて伽藍は焼失し、堺に避難した。その後、天文11年（1542年）に後奈良天皇が法華宗帰洛の綸旨を下したことにより、同年の春には当寺は京に帰還して杉若若狭守邸の跡地である現在地に再建がなされた。また、天文11年（1542年）に帰洛後、一条堀川に再興され、天正12年（1584年）に豊臣秀吉の命で現在地に移転したとする異説もある。
承応2年（1653年）に京都御所の炎上による大火によって類焼し諸堂を失うが本尊は無事であった。明暦3年（1657年）に本堂は名匠坂上作左衛門尉吉貞の手により再建された。祖師堂も本堂と同じ頃の建立とみられる。
西陣では享保15年（1730年）と天明8年（1788年）に大火があり、本隆寺も一部類焼した。なかでも天明8年（1788年）の天明の大火では西陣一帯が焼け野原となったが当寺の本堂・祖師堂・宝庫は類焼をまぬがれた。このことから「焼けずの寺（不焼寺）」の別称がある。

## 境内
- 本堂（重要文化財） - 明暦3年（1657年）再建。入母屋造、本瓦葺き。法華宗京都16本山の中で最も古い本堂である[3]。
- 祖師堂（重要文化財） - 明暦3年（1657年）頃建立。寄棟造、本瓦葺。法華宗京都16本山の中で最も古い祖師堂である[3]。内陣の格天井の鏡板には150面以上に渡ってさまざまな植物が描かれているが、その背景色は群青色となっている[5]。
- 夜泣き止めの松 - 松の周りを巡ると赤子の夜泣きが止まるとされている。また、子どもの枕の下にこの松の葉や木の皮を敷いても、夜泣きが治るとも伝わる[5]。
- 千代野井 - 無外如大尼が悟りを開いたという。
- 庫裏
- 方丈（客殿）
- 信徒会館
- 東門
- 鐘楼
- 西門
- 経蔵
- 宝蔵
- 番神堂
- 山門 - 南門。

### 塔頭
- 是好院
- 玉樹院
- 本城院
- 正寿院
- 玉峰院
- 本法院
- 宣妙院
- 慶成院

## 文化財

### 重要文化財
- 法花玄論 10巻
- 法華経（開結共）（金銀箔散料紙）10巻
- 本堂（附：宮殿2基、廊下）
- 祖師堂（附：宮殿2基）

### 京都市指定保存樹
- タカオカエデ

## 年中行事
- 国祷会（法華八講） - 1月1日から8日
- 節分会法要 - 2月3日
- 日蓮聖人御降誕会 - 2月16日
- 彼岸会法要 - 3月
- 開山忌法要 - 4月11・12・13日
- お千度法要 - 6月16日
- お盆会施餓鬼法要 - 8月16日
- 彼岸会法要 - 9月
- 日蓮聖人ご命日法要 - 10月12・13日

## 所在地
- 京都府京都市上京区智恵光院五辻上ル紋屋町330

## 交通アクセス
- 京都市営地下鉄 今出川駅より徒歩約15分。
- 京都市バス今出川大宮バス停より徒歩約5分。